# Боулт, Адриан
Сэр Адриан Боулт (англ. Adrian Cedrik Boult; 8 апреля 1889, Честер — 22 апреля 1983, Лондон) — британский дирижёр, автобиограф.

## Биография
Окончил Вестминстерскую школу и Крайст Чёрч. Подростком видел дирижёрское исполнение Дебюсси, Никиша, других крупнейших дирижёров эпохи. В 1905 познакомился с Элгаром. В 1912 продолжил музыкальное образование в Лейпцигской консерватории у Регера и Никиша. Дебютировал как дирижёр в 1914 с оркестром Ливерпульского филармонического общества. Участвовал в Первой мировой войне. В 1919 работал с балетной труппой Дягилева. В 1919—1930 преподавал в Королевском колледже музыки. С 1924 — директор Бирмингемского симфонического оркестра, с 1930 — музыкальный директор Би-би-си и руководитель симфонического оркестра Би-би-си (ушёл в отставку в 1949). В 1937 возведен в рыцарское достоинство. В 1950—1957 — руководитель Лондонского филармонического оркестра.
В 1978 состоялось последнее публичное выступление и последняя запись Боулта. Формально он ушёл в отставку как дирижёр в 1981.

## Творчество
Исполнял музыку европейских композиторов-романтиков, английских композиторов XX в. (Элгар, Воан-Вильямс, Холст, Блисс, Бриттен).

## Книги
Адриан Боулт — автор двух книг о дирижёрском искусстве, автобиографической книги (1973). Издана его переписка с крупнейшими музыкальными деятелями эпохи.
- Music and friends: seven decades of letters to Adrian Boult from Elgar, Vaughan Williams, Holst, Bruno Walter, Yehudi Menuhin and other friends (1979)

## Признание
Орден Кавалеров Чести (1969). С 1986 один из залов Бирмингемской консерватории носит имя сэра Адриана Боулта. Введён в Зал славы журнала Gramophone .